# Proposizione relativa latina impropria
La proposizione relativa impropria è così detta perché svolge la funzione di proposizione complementare indiretta, o avverbiale; e generalmente ha il verbo al congiuntivo (talvolta anche all'indicativo). Per quanto riguarda l'uso dei verbi, rispetta le regole della consecutio temporum, come la proposizione complementare indiretta di cui assume il valore.

## Tipi di relative improprie
Le relative improprie sono numerose (sotto, in piccolo, vengono riportate le stesse congiunzioni, senza utilizzare il pronome relativo); esse possono essere:
- relative finali, introducono una frase con uno scopo (o un fine);

| «Magistratus, qui ei bello praesint, deliguntur.»                  |
| «Vengono scelti dei magistrati, affinché comandino quella guerra.» |

Qui → Ut ii
- relative consecutive, contenenti spesso una spia linguistica (come adeo, tam, sic, ita, ecc.);

| «Neque tam remisso animo quisquam omnium fuit, qui eā nocte conquieverit.» |
| «E nessuno fu così negligente, da chiudere occhio quella notte.»           |

Qui → Ut is
- relative causali, spesso con il pronome relativo accompagnato da ut, utpote, quippe; esprimono una causa o completano l'azione;

| «Maluimus iter facere pedibus, qui incommodissime navigavissemus.»                |
| «Preferimmo fare il viaggio a piedi, noi che avevamo navigato con molto disagio.» |

Qui → Cum oppure Quod
| «Ea nos, utpote qui, nihil contemnere soleamus, non pertimescebamus.» |
| «Non temevamo ciò, giacché siamo abituati a non trascurare niente.»   |

La traduzione originale sarebbe come coloro che sono (al posto di giacché siamo)
- relative concessive o avversative;

| «Quis est, qui C. Fabricii, M. Curii non cum caritate memoriam usurpet, quos numquam viderit? (Cicerone)»  |
| «Chi vi è che non ricordi con rispettoso affetto Gaio Fabrizio e Manio Curio, pur non avendoli mai visti?» |

Quos → Quamvis eos
- relative ipotetiche, esprimono un'ipotesi, dell'oggettività o dell'irrealtà;

| «Haec qui videat, nonne cogatur confitēri deos esse?»                                  |
| «Se qualcuno vedesse questo, non sarebbe costretto a confessare che gli dei esistono?» |

Qui → Si quis
- relative limitative o restrittive, talvolta con il pronome relativo accompagnato da quidem o da modo;

| «Catonis orationes sunt amplius centum quinquaginta, quas quidem adhuc invenerim et legerim.»       |
| «Le orazioni di Catone sono più di centocinquanta, quelle almeno che finora io ho trovato e letto.» |

## Particolarità
- Possono avere il modo indicativo le relative consecutive che esprimono obiettivamente la realtà di un fatto:

| «Nemo iustus esse potest, qui timet mortem.»        |
| «Non vi può essere alcun giusto che tema la morte.» |

| «Sunt bestiae quaedam, in quibus inest aliquid simile virtutis.»       |
| «Ci sono certe bestie, nelle quali c'è qualcosa di simile alla virtù.» |

- Anche le relative causali possono avere il verbo all'indicativo:

| «Habeo senectuti gratiam, quae mihi sermonis aviditatem auxit.»                  |
| «Rendo grazie alla vecchiaia, giacché mi ha accresciuto la brama di conversare.» |

- Esistono espressioni svincolate dalle regole della consecutio temporum; esse sono relative limitative (con il congiuntivo) come: quod sciam, «per quanto ne sappia io»; quod meminerim, «per quel che ricordo»; con l'indicativo sono: quod ad me attinet, «per quanto mi riguarda»; quantum in me, in te est, «per quanto sta in me, in te»; quantum possum, «per quanto io posso».
- Hanno natura consecutiva le relative introdotte:

1. da espressioni negative e interrogative retoriche come ad esempio:
| «Quis est, qui Tarquinium non oderit?» |
| «Chi c'è che non odi Tarquinio?»       |

2. da espressioni indeterminate del tipo:
| «Sunt qui censeant unā animum et corpus occidere.»                      |
| «Ci sono di quelli che credono che l'anima e il corpo muoiano insieme.» |

3. dagli aggettivi dignus, indignus, aptus, idoneus, come ad esempio:
| «Livianae fabulae non satis dignae sunt, quae legantur iterum.»                  |
| «I drammi di Livio non sono abbastanza degni di essere letti una seconda volta.» |